# Prci, prci, prcičky: Školní sraz
Prci, prci, prcičky: Školní sraz (v originále American Reunion) je americký komediální film, který vznikl pod taktovkou režisérů Jona Hurwitze a Haydena Schlossberga; do počtu je již osmým dílem série Prci, prci, prcičky a čtvrtým dílem originální trilogie Prci, prci, prcičky (1999), Prci, prci, prcičky 2 (2001) a Prci, prci, prcičky 3: Svatba (2003). Snímek měl premiéru v amerických kinech 6. dubna 2012.

## Synopse
Milovník koláčů Jim je ženatý s milovnicí hudebních táborů Michelle; jejich vztahu však poněkud dochází dech. Slušňák Oz je úspěšným TV sporťákem, jenž chodí s omezenou blondýnou. Kevin to dotáhl na podpantofláka; Finch se neúspěšně snaží budit světácký dojem. Pouze Stifler zůstal stejným idiotem a pořád přitahuje nejrůznější maléry. Celá sestava se sejde na školním srazu, kde vzpomínají, co velkého kdo na střední od života čekal i jak málo toho všichni dostali. Tudíž se rozhodnou jít to bez zaváhání napravit.

## Obsazení
| Jason Biggs         | James „Jim“ Levenstein          |
| Thomas Ian Nicholas | Kevin Myers                     |
| Seann William Scott | Steve Stifler                   |
| Eddie Kaye Thomas   | Paul Finch                      |
| Alyson Hanniganová  | Michelle Flaherty-Levensteinová |
| Chris Klein         | Chris „Oz“ Ostreicher           |
| Tara Reid           | Victoria „Vicky“ Lathum         |
| Shannon Elizabeth   | Naďa                            |
| Eugene Levy         | Noah Levenstein                 |
| Mena Suvari         | Heather                         |
| Jennifer Coolidge   | Jeanine Stiflerová              |
| Katrina Bowden      | Mia                             |
| Dania Ramirez       | Trisha                          |
| Chris Owen          | Chuck Sherman                   |
| Natasha Lyonne      | Jessica                         |
| Ali Cobrin          | Kara                            |

## České znění
| Postava                      | Herec / herečka     | Dabér / dabérka  |
| ---------------------------- | ------------------- | ---------------- |
| Jim Levenstein               | Jason Biggs         | Filip Švarc      |
| Michelle Flaherty-Levenstein | Alyson Hannigan     | Barbora Fišerová |
| Chris „Oz“ Ostreicher        | Chris Klein         | Marek Libert     |
| Kevin Myers                  | Thomas Ian Nicholas | Michal Michálek  |
| Steve Stifler                | Seann William Scott | Filip Jančík     |
| Paul Finch                   | Eddie Kaye Thomas   | Petr Burian      |
| Noah Levenstein              | Eugene Levy         | Pavel Rímský     |
| Vicky Lathum                 | Tara Reid           | Jitka Ježková    |
| Heather                      | Mena Suvari         | Tereza Chudobová |
| Jeanine Stifler              | Jennifer Coolidge   | Radka Stupková   |
| Nadia                        | Shannon Elizabeth   | René Slováčková  |
| Jessica                      | Natasha Lyonne      | René Slováčková  |
| Mia                          | Katrina Bowden      | René Slováčková  |
| Chuck Sherman                | Chris Owen          | Bohdan Tůma      |
| Kara                         | Ali Cobrin          | Jolana Smyčková  |

## Produkce

### Vývoj
V říjnu 2008 oznámil Universal Pictures natáčení již čtvrtého dílu série, která měla být původně trilogie. V únoru 2010 se začaly objevovat zprávy o obsazení některých z původní série. O dva měsíce později bylo potvrzeno, že začne předprodukce. Současně podepsali režiséři Jon Hurwitz a Hayden Schlossberg smlouvu o režírování filmu.

### Casting
V březnu 2011 bylo oznámeno, že si Jason Biggs, Seann William Scott a Eugene Levy opět zahrají své původní role. V dubnu 2011 také Alyson Hanniganová, Chris Klein a Mena Suvari podepsali smlouvu. O měsíc později, v květnu 2011, se pak k obsazení přidali Thomas Ian Nicholas, Tara Reid, Shannon Elizabeth a Jennifer Coolidge; Katrina Bowden se ve filmu objeví jako přítelkyně Kleina; Dania Ramirez obsadila roli Trishi, „ošklivého káčátka ze střední školy, kterého si nikdo nevšímal a ze kterého se vyklubala krásná labuť“, o níž jeví zájem Finch.
18. května 2011 probíhal casting pro roli Kary, který zahrnoval „horní frontální nahotu“ (vpředu nahoře bez).

### Natáčení
S rozpočtem 50 milionů dolarů se film začal natáčet na konci května roku 2011 v Atlantě, USA. Od 11. do 15. července se scény filmovaly v areálu střední školy Newton High School, Covington. Za využití školy pro natáčecí účely filmová produkce zaplatila deset tisíc dolarů.